# Христо Цанков-Дерижан
Христо Цанков (літ. псевд. — Дерижан; 24 березня (6 квітня) 1888 — 23 травня 1950) — болгарський письменник, поет, літературний критик, драматург, публіцист і театральний діяч.

## Біографія
Народився в Габрово. Навчався в Левському та Ямболі, а потім здобув середню освіту в Старій Загорі, Пловдиві і Софії. Вивчав філософію та педагогіку в Софійському університеті. Був редактором газет «Училищен труд» у Пловдиві, 1906 р., «Порой» у Софії, 1908.
- У 1920 працював художнім секретарем, а з 1920 по 1923 р. — директором Національного театру.
- У 1932—1934 рр. — начальник управління праці в Міністерстві торгівлі, промисловості та праці Болгарії. Був головним редактором журналу «Сімейство» та газети «Земя». Він є редактором журналу «Театр і опера». Співпрацює з журналами «Болгарська колекція», «Просвета», «Нова балканська трибуна», «Знання», «Літературне життя» та газетами «Літературний голос» та «Нива». Був членом Спілки болгарських письменників.

## Творчість
Він є автором віршів, оповідань, повістей, романів, критики. Перекладав вірші японських поетів, Тараса Шевченка.
- «Сміх і любов» (1907)
- «Самодівське джерело» (дитяча оперета на 3 картини, лібрето, 1912)
- "Кров'ю та вогнем. 1912—1916 " (вірші, 1917)
- «Мої знайомі. Маски та профілі» (критичні дослідження, 1920)
- «Десь далеко» (вірші, 1926)
- «Дорога через гори» (новели, 1926)
- «Дяволска броеница» (оповідання, 1935)
- «Попередник» (новела, 1935)
- «Новели» (1937)
- Світ у сонетах (вірші, 1938)
- «Я тікаю від жінки» (роман, 1940)
- "Карнавал. Прислів'я, притчі, думки та фрагменти "(1943)
- Співак села Цанко Церковський (1946)
- «Театр цирку „Нубійський лев“» (комедійний роман для підлітків, 1947)